# المعفدة (السبرة)

تعديل مصدري - تعديل

المعفدة هي إحدى قرى عزلة الأبروة بمديرية السبرة التابعة لمحافظة إب، بلغ تعداد سكانها 1023 نسمة حسب تعداد اليمن لعام 2004.